# Dorian
Dorian ist ein männlicher (und selten auch weiblicher) Vorname, der auf Doros, den mythologischen Stammvater des indogermanischen Volksstammes der Dorer (englisch Dorians), zurückgeht. Weitere Namensformen sind Doriane (weiblich, französisch), Dorien (v. a. englisch), Dorianne bzw. Dorsi (beide weiblich) oder Doriano (italienisch).
Größere Bekanntheit erreichte der Vorname nach seiner Verwendung von Oscar Wilde in dessen Roman Das Bildnis des Dorian Gray, in welchem er von der Hauptfigur, Dorian Gray, getragen wird. Die größte Verbreitung findet der Name in englischsprachigen Regionen, wo er selten auch als weiblicher Vorname auftritt.

## Etymologie
Dorian (von griechisch Δώρος Dóros, deutsch: Geschenk) bedeutet im übertragenen Sinn „Geschenk des Meeres“ oder „Kind des Meeres“. Es handelt sich im Griechischen um dieselbe Herkunft wie bei den Namen Doris oder Dorothea (Gottesgeschenk). Es muss von zufälligen (nichtgriechischen) Übereinstimmungen und ähnlich klingenden Namen unterschieden werden. Dazu gehören Dory, (französisch, „goldenes Haar“, von französisch dorade bzw. lateinisch deaurare, vgl. deutsch: „dorieren“, veraltet für: vergolden) oder Dora/Doran/Doron (von „Wanderer“, „Exil“).

## Namensträger

### Vorname
- Dorian Brunz (* 1993), deutscher Schauspieler
- Dorian Electra (* 1992), US-amerikanische Person der Popmusik
- Catalin Dorian Florescu (* 1967), Schweizer Schriftsteller
- Dorian Gregory (* 1971), US-amerikanischer Schauspieler
- Dorian Le Gallienne (1915–1963), australischer Komponist
- Dorian Rogozenco (* 1973), moldauischer Schachspieler, -publizist und -trainer
- Dorian Yates (* 1962), britischer Bodybuilder
- Doriane Vidal (* 1976), französische Snowboarderin

### Familienname
- Ada Dorian (* 1981), deutsche Schriftstellerin
- Armen Dorian (1892–1915), armenischer Dichter
- Charles Dorian (1891–1942), US-amerikanischer Schauspieler und Regieassistent
- Nancy Dorian (1936–2024), amerikanische Sprachwissenschaftlerin
- Pierre-Frédéric Dorian (1814–1873), französischer Politiker und Reidemeister

### Kunstfiguren
- Dorian Gray, Romanfigur von Oscar Wilde
- „Kronprinz“ Dorian Havilliard, Hauptfigur aus der Romanreihe Throne of Glass
- Dorian Hunter, Hauptfigur der Romanserie Dämonenkiller
- Dorian, Romanfigur bei Will Self
- John Michael Dorian, Serienfigur in „Scrubs – Die Anfänger“
- Dorian Falkenmond, Romanfigur von Michael Moorcock
- Arno Victor Dorian, Hauptfigur des Videospiels Assassin’s Creed Unity

### Sonstiges
- Dorian Bay, Bucht der Wiencke-Insel in der Antarktis

- Hurrikan Dorian, ein tropischer Wirbelsturm von 2019